# БТР-60ПБ-МД1
БТР-60ПБ-МД1 - болгарский вариант модернизации советского бронетранспортёра БТР-60ПБ.

## История
Впервые проект модернизации БТР-60ПБ за счёт установки на него дизельного двигателя в Болгарии начали разрабатывать в 1985 году, но после начала в 1989 - 1990 годы военной реформы и сокращения армии он был закрыт.
В 1992 году было предложено установить на один БТР-60 два импортных дизельных двигателя мощностью 100 л. с., но министерство обороны Болгарии не проявило заинтересованности.
В 1997 году межведомственным советом по вопросам военно-промышленного комплекса и мобилизационной готовности Болгарии совместно с министерством обороны страны была разработана «Программа развития оборонной промышленности на период до 2010 года», которая предусматривала модернизацию имевшейся на вооружении военной техники. Приоритетными направлениями должны были стать проекты модернизации танков Т-72 и бронетранспортёров БТР-60ПБ. В 1998 году был составлен комплект технической документации на модернизированный вариант приборов наблюдения бронетранспортёра БТР-60ПБ.
Проект модернизации бронетранспортёров БТР-60ПБ для вооружённых сил Болгарии и на экспорт был разработан в 2003 году и представлен в 2004 году на выставке вооружения и военной техники "HEMUS 2004", их переоборудование проходило на машиностроительном заводе "Терем - Хан Крум" в Тырговиште.
Первоначально, стоимость модернизации одного бронетранспортёра оценивалась примерно в 400 000 болгарских левов (в ценах 2006 года), однако фактически стоимость ремонта и модернизации первых 10 бронетранспортёров составила 5 360 000 левов.
В 2003 году правительство Болгарии приняло решение о отправке военнослужащих в Ирак, и в августе 2003 года в Ирак был направлен болгарский военный контингент, на вооружении которого имелась штатная техника болгарской армии (полноприводные автомобили УАЗ, грузовики ГАЗ-66, бронемашины БРДМ-2 и бронетранспортёры БТР-60ПБ), оснащённые бензиновыми двигателями, однако использование этой техники в Ираке оказалось затруднено, поскольку возникли проблемы со снабжением машин автомобильным бензином (взаимодействовавшие с болгарским контингентом войска НАТО использовали технику с дизельными двигателями). В результате, в министерстве обороны Болгарии повысилась заинтересованность в оснащении болгарского военного контингента в Ираке бронетехникой с дизельными двигателями.
В конце февраля 2005 года два первых опытных образца бронетранспортёра были переданы на испытания. Как сообщил начальник управления "Автобронетанковая и автомобильная техника" болгарской армии, полковник Николай Недков, всего министерство обороны Болгарии запланировало модернизировать до 60 бронетранспортёров БТР-60ПБ.
Первые 20 модернизированных бронетранспортёров были поставлены болгарской армии в 2007 году, семь из них использовались болгарским военным контингентом ISAF в Афганистане.
Начавшийся в 2008 году экономический кризис осложнил выполнение программы модернизации, и до начала ноября 2010 года вооружённые силы Болгарии получили 31 модернизированный бронетранспортёр этого типа.
В это же время часть армейских БТР-60ПБ была продана за рубеж (в 2009 году 20 бронетранспортёров БТР-60ПБ продали в Мали, в 2010 году - ещё 40 БТР-60ПБ в Камбоджу, в 2012 году - ещё десять БТР-60ПБ в Мали).
Общее количество прошедших модернизацию БТР-60ПБ не сообщалось, но 8 октября 2013 года генерал-майор Кольо Бъчваров сообщил, что войска получили "ограниченное количество модернизированных БТР-60ПБ-МД1".
В июне 2017 года один БТР-60ПБ-МД1 из наличия учебного центра в Русе (в.ф. 32420) участвовал в совместных болгарско-американских тактических учениях "Saber Guardian 17".
В начале мая 2019 года в ходе обсуждения в правительстве доклада о состоянии вооружения и военной техники вооружённых сил Болгарии стало известно, что к концу 2018 года 30% бронетранспортёров БТР-60ПБ-МД1 находились в неисправном техническом состоянии, так как в предшествующие годы денежные средства на ремонт военной техники выделялись в недостаточном количестве. По состоянию на начало 2022 года на вооружении осталось 20 шт. бронетранспортёров БТР-60 всех модификаций.
В 2023 году правительство Болгарии приняло решение о перевооружении армии новыми бронетранспортёрами с целью стандартизации бронетанкового парка страны с армиями других стран блока НАТО - на покупку 138 колёсных бронетранспортёров "Stryker" шести модификаций выделено 1,37 млрд. долларов, эти бронемашины должны поступить на вооружение в течение следующих трёх лет (в 2024-2027 гг.).

## Описание
В ходе переоборудования БТР-60ПБ в БТР-60ПБ-МД1 производится замена силовой установки, при этом используют импортные компоненты производства США (два двигателя ГАЗ-40П заменяют одним шестицилиндровым рядным дизельным двигателем Cummins ISB 25.30 мощностью 250 л. с., также устанавливают 5-ступенчатую автоматическую коробку передач "Allison" MD3060P).
В бортах между вторым и третьим мостами прорезают двери для десанта.
На башню устанавливают восемь 81-мм гранатомётов системы постановки дымовой завесы «Туча».
Также устанавливают новые приборы наблюдения, новый фильтр-поглотитель ФПТ-200 (в фильтровентиляционную установку), новую радиостанцию Р-173 и обогреватель Webasto.
По данным министерства обороны Болгарии, структура и продолжительность подготовки механиков-водителей для БТР-60ПБ и БТР-60ПБ-МД1 не отличаются и составляют 168 часов (152 часа теоретических занятий и 16 часов практики).

## Варианты и модификации

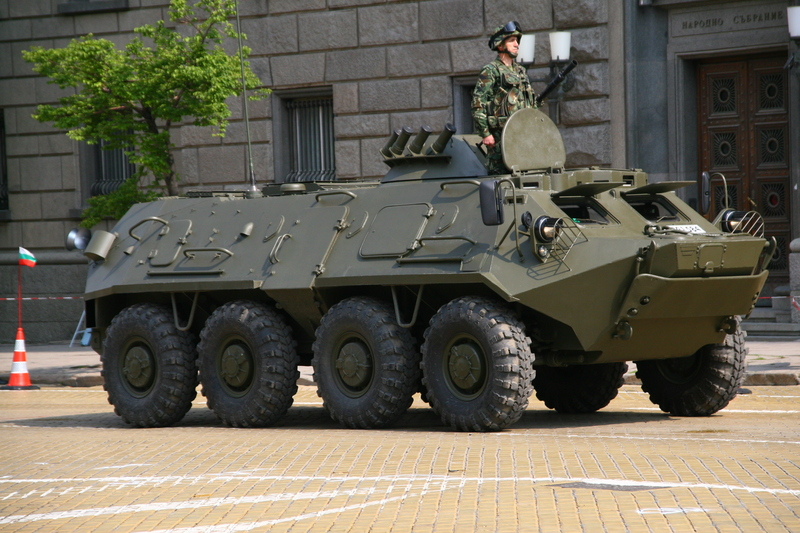
БТР-60ПБ-МД1 болгарской армии на параде (6 мая 2009)

- БТР-60ПБ-МД - первый демонстрационный образец с прибором ночного видения "Melopa" и четырьмя дымовыми гранатомётами на башне, в качестве силовой установки изначально предполагалось использовать дизельные двигатели VAMO DT3900 или Rover TD-200
- БТР-60ПБ-МД1 - серийная модификация для болгарской армии[21], разработка которой была завершена в январе 2005 года[1]
- БТР-60ПБ-МД2 - опытная модификация (два двигателя ГАЗ-40П заменены одним 8-цилиндровым дизельным двигателем КамАЗ-740)[3]
- БТР-60ПБ-МД3 - опытная модификация (два двигателя ГАЗ-40П заменены одним дизельным двигателем "Cummins"), в 2005 - 2006 гг. прошла переоборудование одна машина[22]
- БТР-60ПБ Defender - совместная разработка ТЕРЕМ ЕООД и компании "Sintis Technology Ltd" (на бронетранспортёре установлена система постановки помех "Sintis BJ-VIP300X" для защиты от подрыва радиоуправляемых взрывных устройств), в мае 2014 года один демонстрационный образец был представлен на проходившей в Пловдиве оружейной выставке "HEMUS 2014"[23]

## Страны-эксплуатанты
- Болгария - вооружённые силы Болгарии официально приняли на вооружение БТР-60ПБ-МД1 в августе 2005 года[3]